# Herminia lituralis
Herminia lituralis là một loài bướm đêm trong họ Noctuidae.